# Movimiento Nacional Femenino
El Movimiento Nacional Femenino (MNF) (1961-1974) fue una organización de apoyo al Estado Novo creada por Cecília Supico Pinto bajo el amparo de António de Oliveira Salazar, centrada en movilizar a las mujeres en torno a la Guerra colonial portuguesa, en particular ante la radicalización de los conflictos en Angola, Mozambique y Guinea.
La organización nunca buscó transformar el rol de la mujer en la sociedad portuguesa durante el Estado Novo, si bien pretendía demostrar que la realidad política y social existente garantizaba a las mujeres el ejercicio de sus derechos "necesarios" y "suficientes".

## Historia
Luego de la conmoción generada por el fallido golpe de Estado del ataque al barco Santa María, Cecília Supico Pinto, esposa del exministro de Salazar Luís Supico Pinto creó una organización política denominada Movimiento Nacional de Mujeres. Su familia, perteneciente a la alta burguesía, se encontraba particularmente ligada al régimen.
El MNF se creó oficialmente el día del cumpleaños de Salazar, el 28 de abril de 1961. Contó con explícito apoyo gubernamental, y estaba relacionado con la obra de las hermanas vicentinas.

## Iniciativas
Una de las primeras iniciativas del MNF fue la creación de las "madrinhas de guerra", un grupo de mujeres destinado a brindar apoyo moral y material a los soldados de la Guerra Colonial y sus familias.
En julio de 1961, el general Gomes de Araújo, subsecretario adjunto de Defensa Nacional, designó al MNF como la entidad responsable del suministro y distribución de aerogramas militares. Entre 1961 y 1974 el MNF emitió más de 300 millones de aerogramas a un precio de 20 centavos cada uno.
El movimiento publicó, sin gran éxito, las revistas Presença y Guerrilha. Ambas eran de edición mensual. La primera era dirigida por Luíza Manoel de Vilhena, y la segunda, destinada a los militares, era comandada por Cecília Supico Pinto y contaba con Martinho Simões y Mário Matos Lemos como editores en jefe.
En Navidad de 1971 lanzó un disco conmemorativo en el que participaron Amália Rodrigues, Eusébio, Artur Agostinho, Hermínia, Florbela Queirós y Francisco Nicholson .

## Fundadoras
- María Luisa Bobone
- Teresa Mónica
- Maria da Glória Barros e Castro, presidenta de las Vicentinas
- Madalena da Câmara Fialho, profesora del Colegio de Odivelas
- Deolinda Santos, directora del Colegio de Odivelas

### Integrantes notables
- Ivone Ferreira
- María Alicia Vinhas
- Margarita Sousa Machado
- María Luisa Reymão Nogueira